# 坂根準三
坂根 準三（さかね じゅんぞう、1888年〈明治21年〉1月 - 1945年〈昭和20年〉10月10日）は、日本の外交官。駐コロンビア公使。

## 経歴
東京府出身。1913年（大正2年）、高等文官試験に合格し、1915年（大正4年）に東京高等商業学校（現在の一橋大学）を卒業した。1917年（大正6年）、外交官及領事官試験に合格し、イギリスに領事官補として赴任した。リヴァプール領事、外務事務官・通商局監理課勤務兼特許局事務官、通商局第二課長兼農林書記官、アントウェルペン領事などを歴任。1927年（昭和2年）、漢口総領事となり、のち青島総領事に転じた。1935年（昭和10年）休職となるが、1937年（昭和12年）に復職し、サンパウロ総領事となった。1940年（昭和15年）、駐コロンビア公使に就任した。
退官した後は、天津日本商工会議所理事となった。

## 栄典
- 1940年（昭和15年）8月15日 - 紀元二千六百年祝典記念章[4]